# Peterskirche (Heidenheim an der Brenz)

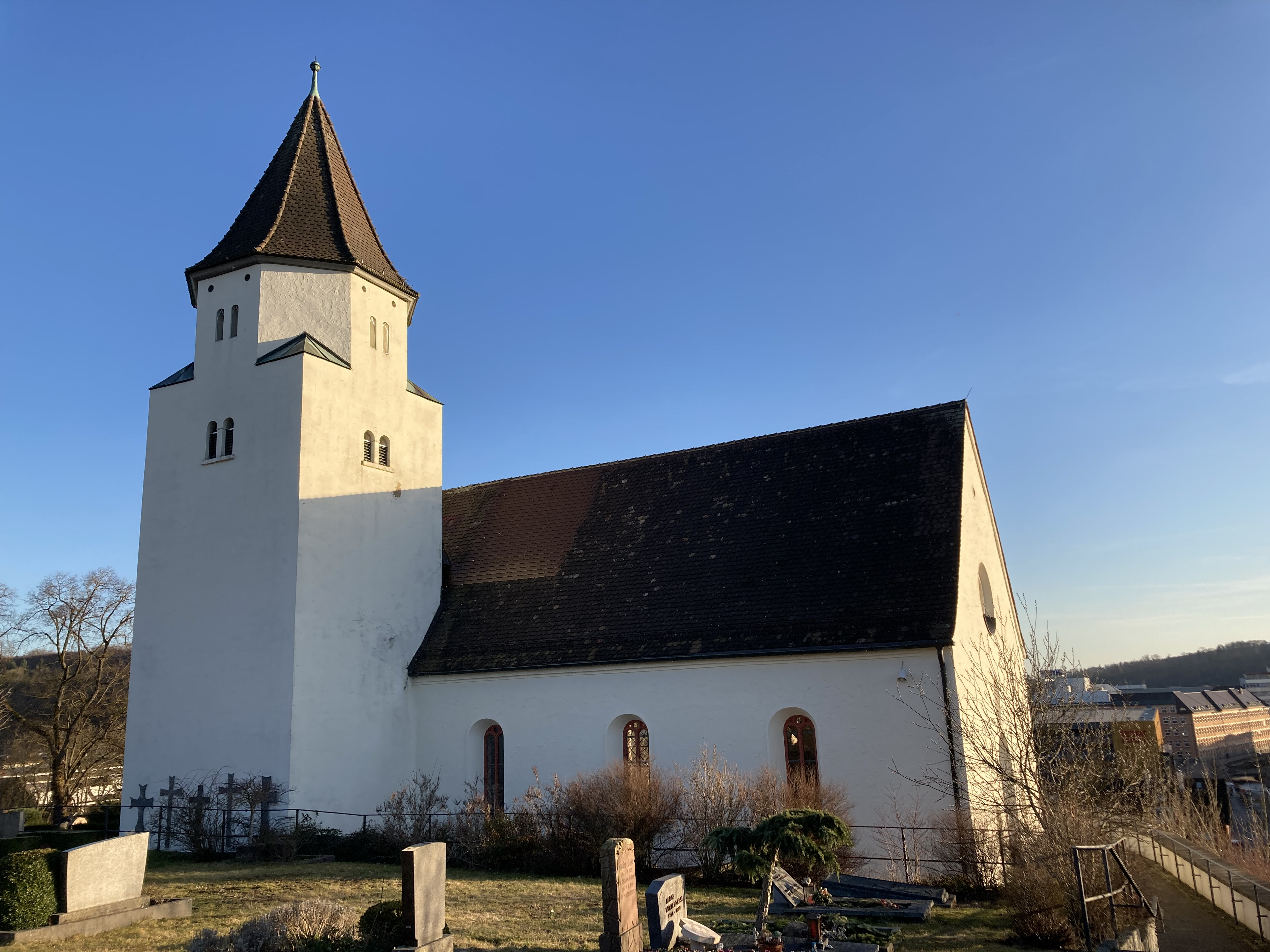
Peterskirche in Heidenheim an der Brenz

Die evangelische Peterskirche, ursprünglich die Pfarrkirche, steht in Heidenheim an der Brenz, einer Stadt im Landkreis Heidenheim in Baden-Württemberg. Das Bauwerk ist beim Landesamt für Denkmalpflege Baden-Württemberg als Baudenkmal eingetragen. Seit 1986 wird hier dem Volkstrauertag gedacht.

## Beschreibung
Eine Holzkirche der Alamannen aus dem 5./6. Jahrhundert wurde im 8. Jahrhundert durch eine steinerne Saalkirche ersetzt, die 1577 und 1727/28 umgebaut wurde. Sie besteht aus einem Langhaus, einem eingezogenen, gerade geschlossenen Chor im Osten und einem Chorflankenturm auf quadratischem Grundriss an dessen Nordwand. Sein oberstes quadratisches Geschoss beherbergt hinter den als Biforien gestalteten Klangarkaden den Glockenstuhl. Darauf sitzt ein achteckiges Geschoss, das mit einem achteckigen Zeltdach bedeckt ist.
Der Innenraum des Langhauses ist mit einer Flachdecke überspannt, der des Chors mit einem Kreuzgratgewölbe.